# 京阪園芸
京阪園芸株式会社（けいはんえんげい）は、大阪府枚方市にある総合造園・園芸会社であり、京阪電鉄100%出資の関連会社として1955年（昭和30年）に設立された。
阪神園芸、近鉄造園土木などと同様に関西地方における鉄道系造園会社の一つである。

## 沿革
- 1955年（昭和30年）12月23日 -「枚方園芸企画」として会社設立（資本金100万円）
- 1960年（昭和35年）- ひらかたパーク内に「バラ食堂」オープン（昭和38年に京阪レストランへ譲渡）
- 1973年（昭和48年）- 大津営業所（現・大津支店）開設
- 1985年（昭和60年）- 資本金3,120万円に増資
- 1986年（昭和61年）5月30日 - 社名を現社名「京阪園芸株式会社」に改称。
- 1994年（平成6年）5月7日 - 新本社屋竣工（5月9日から業務開始）
- 2000年（平成12年）- 京田辺営業所開設
- 2003年（平成15年）
  - CLIFTON NURSERIES（英国）日本第1号店オープン
  - 資本金8,120万円に増資
  - 門真支店開設
- 2004年（平成16年）- 大阪支店開設
- 2006年（平成18年）- GAUJARD社（仏国）と代理店契約締結
- 2007年（平成12年）- 奈良営業所開設
- 2008年（平成20年）- エクステリアブランド「Ophelia」営業開始
- 2009年（平成21年）- CLIFTON NURSERIES　西宮店開店（西宮ガーデンズ）
- 2012年（平成24年）- CLIFTON NURSERIES　日本第1号店（枚方店）閉店
- 2012年（平成24年）- CLIFTON NURSERIES　西宮店（西宮ガーデンズ）閉店
- 2012年（平成24年）‐ 中之島*クッカ店閉店
- 2012年（平成24年）- 京阪園芸ガーデナーズ（枚方公園、京阪園芸本社内）オープン
- 2012年（平成24年）- jujumoなんばパークス店開店（inTheROOM内）オープン

## 主な事業
- 大規模造園土木工事（官公庁・民間）
- 環境緑化事業
- 個人邸設計・施工・管理（Ophelia）
- グリーンサービス事業
- フローリスト事業
  - フローリスト京阪（京橋店/守口店/枚方店/中之島フェスティバルプラザ店）
- バラ苗の生産、輸入、販売
  - ミルキーウェイや白川などのオリジナル品種を数多く作出
  - 2006年にゴジャール社（仏国）の日本総代理店となり、フランス産苗の輸入・販売を開始